# Droga I/48 (Czechy)
Droga krajowa 48 (cz. Silnice I/48) – droga krajowa w Czechach. Szlak łączy Bělotín z Frydkiem-Mistkiem.